# Tetralogie
O tetralogie (din greaca veche τετρα- tetra-, "patru" și -λογία -logia, "discurs") este o operă compusă din patru părți distincte. Numele provine din teatrul din Attica, în care tetralogia consta dintr-o trilogie de tragedii, care era urmată de o piesă satirică, toate ale aceluiași autor, care urmau a fi jucate la Dionysia, ca o parte a concursului.

## Exemple

### Literatură
- Henriada, grup de două tetralogii formate din piese istorice ale lui William Shakespeare
- Der Ring des Nibelungen de Richard Wagner[2]
- Tom Sawyer, tetralogie de Mark Twain.
- Alexandria Quartet de Lawrence Durrell

### Filme
- Alvin and the Chipmunks (2007, 2009, 2011, 2015)
- The Avengers (2012, 2015, 2018, 2019)
- Batman (1989, 1992, 1995, 1997)

### Muzică
- Inelul Nibelungilor, principala dramă muzicală a lui Richard Wagner, realizată între anii 1848-1874